# Philippe Clair
Philippe Clair (Ahfir, 14 de septiembre de 1930-28 de noviembre de 2020) fue un actor, director, productor, guionista y humorista francés. Junto con sus compañeros directores franceses Max Pécas y Richard Balducci, su nombre es sinónimo de la edad de oro del camp y la comedia baja en el cine francés.

## Carrera
Philippe Clair se trasladó a París en 1950 para estudiar actuación en el Conservatorio Nacional de Arte Dramático de París. Ganó los premios Bernstein y College Stars, reconocimientos otorgados a los mejores jóvenes actores parisinos. Actuó en el teatro y la televisión con importantes directores y escritores en espectáculos como L'Affaire des poisons (El asunto de los venenos), dirigido por Raymond Rouleau, Une femme libre (Una mujer libre) de Armand Salacrou, y Les Îles fortunées (Los prósperos Islands) de Simon Gantillon. Con el tiempo consiguió un espectáculo propio y se convirtió en un importante humorista francés, montando obras como Purée de nous z'otres judeo-árabe [Mashed we z'otres] y Le Cid en Oued Bel (Parodia de El Cid) basada en el libro de Edmond Brua. Se especializó en improvisación y escritura de sketches cómicos.
En 1965, Clair dirigió su primera película, Déclic et des claques con Annie Girardot, las cómicas desventuras de un joven argelino-francés en París. Continuó su trabajo como cantante: en 1967, su sketch Rien Nasser de courir que satirizaba la Guerra de los Seis Días fue prohibido por sus connotaciones políticas.
En 1970, Philippe Clair se convirtió en el director principal de comedia popular. Su humor solía tener un sabor argelino francés. La mayoría de sus películas fueron éxitos comerciales, aunque a veces fueron criticadas por críticos que las tildaron de vulgares o sobreactivados. Sus películas fueron plagiadas a menudo por otros directores con la típica falta de respeto francesa o –como lo llaman los franceses– franchouillards.
Su película de 1971 "La Grande Java" lanzó las carreras de comedia de los miembros de la banda francesa Les Charlots. Luego utilizó al miembro de la banda Aldo Maccione en The Great Maffia, Plus beau que moi, tu meurs y Tais-toi quand tu parles!. Hizo varias películas surrealistas, como Le Führer en folie, que presenta a Henri Tisot en el papel de Adolf Hitler y en la que Michel Galabru hace el papel de árbitro de fútbol. En 1984, logró el mayor golpe de su carrera al elegir a Jerry Lewis en la película Par où t'es rentré.<span typeof="mw:DisplaySpace" id="mwOA">&nbsp;</span>? On t'a pas vu sortir.
En 2013, el periodista y cineasta Gilles Botineau se unió a Philippe Clair para producir un retrato documental titulado Plus drôle que lui, tu meurs. La película, que duró 55 minutos, cubrió toda la carrera de Clair, centrándose especialmente en su visión de la comedia. Clair se retiró en 1990 a la edad de 60 años. Sin embargo, regresó con una producción que escribió en 2013 titulada Help, Philippe Clair returns.

## Recepción
Philippe Clair no siempre fue tratado con amabilidad por los críticos. El crítico John Tulard en el "Diccionario de directores franceses" dijo: "Su trabajo es increíblemente estúpido y vulgar". El semanario francés Télérama opinó: "Cada película de Philippe Clair es peor que la anterior y, sin embargo, nunca se detiene".
En la década de 1980, el estilo de comedia popular de Clair perdió popularidad en Francia y dejó de producir películas. Pero el crítico Louis Skorecki sostuvo que la película de 1996 La Vérité si je mens!, Una clásica comedia judío-argelina, era simplemente una nueva versión de la primera película de Philippe Clair, Click and slaps.

## Filmografía
- 1962 Chica en el camino de Jacqueline Audry, como Le motard #2.
- 1965 Déclic et des claques.
- 1971 La Grande Java.
- 1971 La Grande Maffia.
- 1973 La Brigade en folie.
- 1974 Le Führer en folie.
- 1976 Le Grand Fanfaron.
- 1978 Comment se faire réformer.
- 1978 Les réformés se portent bien.
- 1979 Ces flics étranges venus d'ailleurs.
- 1980 Rodriguez au pays des merguez.
- 1981 Tais-toi quand tu parles.
- 1982 Plus beau que moi, tu meurs.
- 1984 Par où t'es rentré<span typeof="mw:DisplaySpace" id="mwkA">&nbsp;</span>? On t'a pas vu sortir.
- 1986 Si t'as besoin de rien ... fais-moi signe.
- 1987 Si tu vas à Rio... tu meurs.
- 1990 L'Aventure extraordinaire d'un papa peu ordinaire.